# Soda fountains
Soda fountains（ソーダ・ファウンテンズ）は、関西を拠点に活動する日本のインディーズポップバンド。

## メンバー
- 伽音（かのん）大阪府出身。ヴォーカル、作詞を担当。
- 小泉ひとし（こいずみ ひとし）滋賀県出身。ヴォーカル、作曲、楽器全般、編曲、MIXなど。リーダー。
- 橋本崇（はしもと たかし）滋賀県出身。作詞、作曲、楽器全般、編曲など。

## 来歴
2004年、当時橋本が中心に活動していたユニット『MOL』の音源に興味を持った小泉が、友人（橋本の弟）を通じて橋本と知り合う。MOL解散後の2006年、一人で作曲活動をしていた小泉が、橋本に「一緒に何か作りましょう」と提案したことがきっかけでSoda fountainsが結成される。約一年間の作曲期間を経て、2007年7月7日、ファースト・ミニアルバム『Soda! Soda! Soda!』をリリース。また2007年8月29日にはサポートボーカリストであった伽音が正式に加入。現在の編成になる。
2007年11月から2008年9月まで『恋の扇風機』が関西テレビの南都銀行提供天気予報のバックミュージックとしてタイアップされ、関西地区での知名度が上昇した。2008年10月からは同番組で『自転車に乗って』のインストバージョンがタイアップされている。
さらに2009年10月からはセカンド・アルバムに収録されている『PICNIC』のインストバージョンがタイアップされている。
また2011年1月に発売されたキネティックノベル『ノーブルリージュ!』ではボーカルの伽音がエンディングテーマを歌っている。

## サウンド
スウェディッシュポップ、ボサノバ、渋谷系、ギターポップなど国内外の爽やかでメランコリックな音楽に影響を受けた音楽スタイル。ネオ渋谷系やフューチャーポップにカテゴライズされる。

## ディスコグラフィ

### アルバム
1. Soda! Soda! Soda!　（2007年7月7日）
2. Rainbow Sprinkler （2009年10月28日）

### コンピレーション
- 渋谷系インディーポップ･コレクション Vol.1 - 収録曲「恋の扇風機」
- 「TOKYO Auto Reverse ～ネオ渋谷系×80's～」V.A. - 収録曲「熱き心に」
- 渋谷系リスペクト1　収録曲「CAMERA!CAMERA!CAMERA!」

### 関連アーティスト
これまでにエイプリルズ、Sucrette、tetrapletrapがSoda fountainsの楽曲のリミックスを手掛ているほか、アルバムにはFurilや中村佑介率いるS▲ILSといったアーティストが参加している。上記のアーティストとはライブでの共演も多く親交が深い。
小泉ひとしは2011年、イラストレーター中村佑介がボーカルを務めるバンド、セイルズに加入。
また、メンバーの伽音はfripSideやさぁさの楽曲にコーラスで参加。小泉ひとしもSucretteのファースト・アルバム（再発盤）『C'est si bon plus』にゲストボーカルで参加している（同楽曲のPVには伽音も出演）。
アコースティックギタリスト居倉健や水瓶の関口哲也は小泉と同大学出身。